# Радунища
Радунища (на гръцки: Κρυόβρυση, Криовриси, до 1927 година Ραδούνιστα, Радуниста) е село в Егейска Македония, Гърция, в дем Еордея, област Западна Македония.

## География
Селото е разположено на 700 m надморска височина, на 10 km западно от Кайляри (Птолемаида) и на 3 km от Емборе, в подножието на планината Мурик (Мурики).

## История

### Етимология
Според академик Иван Дуриданов името е първоначален патроним на -ишти < -itji, който произхожда от личното име Радун.

### В Османската империя
В края на XIX век Радунища е малко чисто българско село в Османската империя. В „Етнография на вилаетите Адрианопол, Монастир и Салоника“, издадена в Константинопол в 1878 година и отразяваща статистиката на населението от 1873 година, Радунища (Radounischta) е посочено като село в каза Джумали с 30 домакинства и 80 жители българи. В 1893 година Атанас Шопов посещава Кайлярско и определя Радунища като българско село.
Според статистиката на Васил Кънчов („Македония. Етнография и статистика“) в 1900 година Радунища има 91 жители българи християни.
На Етнографската карта на Битолския вилает на Картографския институт в София от 1901 година Радунища е чисто българско село в Кайлярската каза на Серфидженския санджак с 15 къщи.
В началото на XX век цялото село Радунища е под върховенството на Българската екзархия.
Според статистика на Серфидженския санджак на гръцкото консулство в Еласона от 1904 година в Радониси (Ραντονήση), Кайлярска каза, живеят 75 българи схизматици.
Според гръцка статистика от 1904 година в  живеят 
По данни на секретаря на Екзархията Димитър Мишев („La Macédoine et sa Population Chrétienne“) в 1905 година в селото има 120 българи екзархисти и функционира българско училище.

### В Гърция
През Балканската война в 1912 година в селото влизат гръцки части и след Междусъюзническата война в 1913 година селото остава в Гърция. Част от българското население се изселва в България. Боривое Милоевич пише в 1921 година („Южна Македония“), че Радунища (Радуништа) има 6 къщи славяни християни. В 1924 година след гръцката катастрофа в Гръцко-турската война в Радунища са заселени 121 души гърци бежанци от Мала Азия. В 1927 година Радунища е прекръстено на Криовриси. В 1928 година селото е смесено местно-бежанско с 34 семейства и 134 жители бежанци.
В документ на гръцките училищни власти от 1 декември 1941 година се посочва, че в Радунища живеят 15 семейства „чуждогласни българофонски“ и 30 „бежански“ от Мала Азия.
Според Тодор Симовски потомците на местното население са половината от жителите, а другата половина са потомци на бежанци.
Традиционно населението се занимава с отглеждане предимно на жито и тютюн.
| Година    | 1913 | 1920 | 1928 | 1940 | 1951 | 1961 | 1971 | 1981 | 1991 | 2001 | 2011 | 2021 |
| --------- | ---- | ---- | ---- | ---- | ---- | ---- | ---- | ---- | ---- | ---- | ---- | ---- |
| Население | 44   | 66   | 200  | 285  | 236  | 217  | 168  | 248  | 204  | 191  | 148  | 169  |